# Chroniken der Unterwelt – City of Bones
Chroniken der Unterwelt – City of Bones (Originaltitel: The Mortal Instruments: City of Bones) ist ein US-amerikanischer Fantasyfilm aus dem Jahr 2013. Der Regisseur Harald Zwart produzierte den Film in Zusammenarbeit mit den Filmgesellschaften Constantin Film, Screen Gems und Entertainment One. Er basiert auf dem Roman City of Bones von Cassandra Clare. Die Premiere war am 12. August 2013 in Los Angeles, in den deutschen Kinos lief der Film ab dem 21. August 2013.

## Handlung
In einem Club beobachtet die sechzehnjährige Clary Fray als einzige, wie mehrere Jugendliche einen Mord begehen. Daraufhin passieren unerklärliche Dinge: Überall um sie herum tauchen seltsame Zeichen auf und einer der Jugendlichen aus dem Club verfolgt sie und ihren besten Freund Simon, bis sie den mysteriösen Jungen namens Jace Wayland zur Rede stellt und herausfindet, dass sie eine Schattenjägerin ist. Währenddessen wird ihre Mutter von zwei Handlangern des abtrünnigen, wahnsinnigen Schattenjägers Valentine entführt. Zusammen mit den Schattenjägern um Jace und seine Adoptiv-Geschwister Isabelle und Alec tut Clary nun alles in ihrer Macht stehende, um ihre Mutter aus den Fängen Valentines zu befreien, der seinerseits beabsichtigt, den Engelskelch, eines der mächtigsten und wichtigsten Artefakte der Schattenjäger, an sich zu bringen.

## Produktion
Im August 2009 kündigte Cassandra Clare bei einer Signierstunde in New York City an, dass die Chroniken der Unterwelt als Trilogie verfilmt werden soll. Dies wurde dann knapp ein Jahr später offiziell von Screen Gems angekündigt. Am 9. Dezember 2010 wurde Lily Collins für die weibliche Hauptrolle der Clary Fray besetzt. Im Mai 2011 wurde Jamie Campbell Bower als Jace Wayland gecastet. Zuvor wurde die Rolle des Jace Alex Pettyfer angeboten, dieser lehnte jedoch ab.
Auch Alexander Ludwig, Ed Speleers, Xavier Samuel, Nico Tortorella, Max Irons, Douglas Booth und Benjamin Stone waren für die Rolle im Gespräch. Weitere zentrale Rollen nahmen Robert Sheehan, Kevin Zegers, Lena Headey und Jonathan Rhys Meyers an.

### Dreharbeiten
Die Dreharbeiten fanden zwischen dem 20. August und dem 7. November 2012 in Toronto, Hamilton, Ontario, und New York City statt.

### Synchronisation
Die deutsche Synchronisation übernahm die Film- & Fernseh-Synchron GmbH in Berlin. Dialogbuch und -regie stammen von Ursula von Langen.
| Rolle                | Darsteller           | Deutsche Sprecher |
| -------------------- | -------------------- | ----------------- |
| Clary Fray           | Lily Collins         | Kathrin Hanak     |
| Jace Wayland         | Jamie Campbell Bower | Jacob Weigert     |
| Alec Lightwood       | Kevin Zegers         | Roman Wolko       |
| Valentin Morgenstern | Jonathan Rhys Meyers | Torben Liebrecht  |
| Hodge Starkweater    | Jared Harris         | Claus Brockmeyer  |
| Simon Lewis          | Robert Sheehan       | Tim Schwarzmaier  |
| Isabell Lightwood    | Jemima West          | Sophie Rogall     |
| Magnus Bane          | Godfrey Gao          | Manou Lubowski    |
| Luke Garroway        | Aidan Turner         | Stefan Günther    |
| Joclyn Fray          | Lena Headey          | Petra Einhoff     |
| Madame Dorothea      | CCH Pounder          | Bettina Redlich   |

## Veröffentlichung
Im November 2012 wurde der erste Trailer zu Chroniken der Unterwelt – City of Bones veröffentlicht. Der Film wurde für den 23. August 2013 angekündigt, wurde dann jedoch auf den 21. August verlegt. Am 29. August 2013 startete der Film in den deutschen Kinos.

## Rezeption

### Kritiken
„Klischees bedient der Film reichlich, mitunter auch selbstironisch, driftet sporadisch auch ins Absurd-Komische ab, wenn sich unglaubliche Enthüllungen häufen oder Hebel zur Schließung von Höllenportalen altmodisch klemmen. Doch ihr Franchisepotential unterstreicht diese Ouvertüre nachdrücklich, die mit einem geschätzten Budget von 60 Millionen Dollar visuell viel erreicht und mit Spannung, knackiger Action, guten Effekten, einigen originellen Gimmicks sowie engagierten Jungstars überzeugt, die nicht nur die Fans der Bücher erobern sollten.“

„Statt dem Zuschauer auch mal die Zeit zu geben, die vogelwilde Fantasy-Story um sexy Emo-Krieger, magische Portale und verzwickte Liebesdreiecke auf sich wirken zu lassen, feuert Regisseur Harald Zwart die üblichen Genre-Zutaten ohne jedes Gespür für Timing wie Maschinengewehrsalven auf sein Publikum ab.“

„Trotz des Genörgels eines Rezensenten, der offensichtlich nicht zum Zielpublikum von ‚Chroniken der Unterwelt – City of Bones‘ gehört, soll hier nicht gleich der Untergang des Abendlandes ausgerufen werden. Das Franchise besitzt, wie ‚Constantin‘ es bereits vorausahnt, das Potential nach Twilight zum nächsten großen Teenie-Filmevent zu werden, das sein Publikum auch jenseits der Leser der Buchreihe findet und parallel ebenso viele Hasser aufkommen lassen wird, je erfolgreicher es wird. Wieder einmal wird sich ein aufgebrachter Mob empören, dass sich neben dem Monsterplätten auch dreisterweise Romantik einschleicht und die männlichen Charaktere teilweise androgyn daherkommen. Halten wir uns aber vor Augen, dass dies nicht die Probleme sind und weder Twilight noch Chroniken der Unterwelt bessere Filme geworden wären, wenn ein kerliger Vin Diesel als Schattenjäger gecastet geworden wäre und somit ein normativeres Männerbild abgeliefert hätte.“

„Es geht drunter und drüber in der Welt verborgen in der unseren. Ob Matrix ähnliche Seherinnen, Silent Hill ähnliche Dämonen, flairige Soundeffekte oder kriegerische Schwertkämpfe zwischen Jace und genauso wahnsinnigem wie wahnsinnig brillantem Antagonisten Valentine Morgenstern, die das weibliche Publikum durchaus hypnotisieren dürften. Dass Jonathan Rhys Meyers seinen Charakteren in der Vergangenheit über eine gänzlich surreale Art der Schauspielerei genauso viel ästhetischen Anmut, wie konfliktreiche Intensität und polarisierende Faszination verleihen konnte, sollte dabei hohe Erwartungen an seine Darbietung als Valentine gestellt haben. Umso lobenswerter, dass er jenen Erwartungen souverän gerecht wird. So lässt ein einziger Blick Valentines einem das Blut in den Adern gefrieren, während es ihm zugleich gelingt, dem Sinnbild des Bösen mit theatralischer Ausdrucksstärke und filmeinnehmender Präsenz unter dem allgegenwärtigen Schleier verheerender Bedrohlichkeit einen motivierenden Layer der leidenden Zerrissenheit beizumengen, der eine lautlose Antwort auf die existenzielle Frage nach der Faszination des Bösen zu geben vermag. Chroniken der Unterwelt – City of Bones ist so dank packender Effekte und faszinierender Darsteller trotz kompositionellen Unstimmigkeiten ein durchweg intensives Erlebnis, das unter die Haut geht.“

### Einspielergebnis
Bei Produktionskosten von 60 Millionen US-Dollar spielte der Film bisher etwa 95,4 Millionen US-Dollar wieder ein.

## Fortsetzung
Noch bevor der erste Teil in die Kinos kam, wurde eine Fortsetzung für das Jahr 2014 angekündigt. Die Dreharbeiten sollten am 23. September 2013 in Toronto beginnen. Für die Fortsetzung sollen Lily Collins, Jamie Campbell Bower und Robert Sheehan in ihren Rollen zurückkehren. Die Besetzung sollte durch Sigourney Weaver als Schattenjägerin ergänzt werden.
Am 11. September 2013 gab die Produktionsfirma Constantin Film bekannt, dass die Produktion des zweiten Teiles vorerst auf Eis gelegt wurde. Als Grund wurde das enttäuschende Einspielergebnis genannt. Einen Monat später teilte Constantin Film mit, dass man die Produktion zu City of Ashes wieder aufgenommen habe. Statt eines zweiten Films hat man sich für eine Serie entschieden, die unter dem Titel Shadowhunters veröffentlicht wurde. Lily Collins und Jamie Campbell Bower spielen darin jedoch nicht mit. Die Serie stellt allerdings keine Weitererzählung dar, sondern interpretiert die Romanvorlage neu.